# Lenguas ramarama
Las lenguas ramarama son una subfamilia de las lenguas tupí formada originalmente por al menos cinco lenguas estrechamente emparentadas habladas en la Rondônia (Amazonia brasileña), de las cuales seguramente sólo sobrevive el arara o karo habiéndose extinguido las otras lenguas en la segunda mitad del siglo XX. Las lenguas testimoniadas se conocen sólo gracias a varias listas de vocabulario compiladas entre 1925 y 1955 por varios lingüistas que trabajaron en la región. 

## Lenguas de la familia
Las lenguas testimoniadas de la familia por listas de vocabulario son:
- El Arara o Karo, testimoniado por Víctor Hugo (1959).
- El Ramaráma, testimoniado por Horta Barbosa (1945), de solo 13 palabras.
- El Ntogapíd, testimoniado por dos listas compiladas por Nimuendaju en 1925 y 1955, respectivamente.
- El Urumí, testimoniado listas compiladas por Rondon (1948) y Lévi-Strauss (1950).
- El Urukú, testimoniado por una lista de Schultz (1955).